# Israël au Concours Eurovision de la chanson 2011
Israël participe au Concours Eurovision de la chanson 2011. Le 8 mars 2011, une sélection nationale est organisée. La chanson Ding Dong de Dana International est alors choisie. Cette chanteuse transsexuelle avait déjà représenté Israël en 1998 et avait remporté le concours.
Lors de la demi-finale du concours, Israël se classe à la 15ème place, ce qui ne lui permet pas de se qualifier pour la finale.

## Finale 2011
| Passage | Artiste             | Chanson        | Compositeurs                                | Points | Place |
| ------- | ------------------- | -------------- | ------------------------------------------- | ------ | ----- |
| 1       | Adi Cohen           | "Al ahava"     | Doron Gal                                   | 219    | 3     |
| 2       | KNOB                | "Ohev et ze"   | Meital Patash-Cohen (m), Niv Cohen (l)      | 80     | 8     |
| 3       | Chen Aharoni        | "Or"           | Nizan Kaykov (m), Sahar Hagai (l)           | 142    | 4     |
| 4       | Idit Halevi         | "It's my time" | Giora Linenberg (m), Idit Halevi (l)        | 235    | 2     |
| 5       | Hatikva 6           | "Hakol sababa" | Omri Glikman                                | 105    | 7     |
| 6       | Niki Goldstein      | "Amri itach"   | Amit Zach (m & l), Einat Hollander (l)      | 137    | 5     |
| 7       | Sivan Bahnem        | "Kach oti"     | Sivan (m & l), Chen Metzger-Adar (m)        | 65     | 10    |
| 8       | Michael Greylsummer | "Tu du du"     | Michael Greylsummer                         | 131    | 6     |
| 9       | Dana International  | "Ding Dong"    | Dana International                          | 270    | 1     |
| 10      | Carmel Ekman        | "El Gagoai"    | Ben Rayvitz (m & l), Carmel Eckmann (m & l) | 66     | 9     |

## À l'Eurovision 2011
Le pays participe à la seconde demi-finale le 12 mai 2011. Israël se classe à la 15ème place, ce qui ne lui permet pas de se qualifier pour la finale.